# RIM-174 Standard Missile 6 ERAM
RIM-174 Standard Missile 6 ERAM (SM-6 ERAM) – pocisk rakietowy woda-powietrze następnej generacji o przedłużonym zasięgu z opracowanej i produkowanej przez Raytheon rodziny Standard Missile. SM-6 ERAM jest pociskiem przeznaczonym do zwalczania, poza zasięgiem i horyzontem jednostki radarowej okrętu, załogowych i bezzałogowych samolotów i śmigłowców, a także pocisków manewrujących i innych aparatów latających o obniżonym współczynniku RCS. Pocisk został wprowadzony do służby operacyjnej w 2013 roku.

## Konstrukcja
Konstrukcja SM-6 ERAM oparta jest na kadłubie i półaktywnym systemie naprowadzania pocisku SM-2 Block IV. Z pocisku klasy powietrze-powietrze AIM-120 AMRAAM (Phase III – AIM 120-C7) zaczerpnięto natomiast aktywny radar poszukująco-naprowadzający uniezależniający poza horyzontem pocisk od radaru pokładowego okrętu macierzystego, w którego konstrukcji wykorzystano wszystkie dotychczasowe doświadczenia największego amerykańskiego producenta radarów.
Większość danych o sprawności nowego pocisku pozostaje wciąż tajna, jeśli jednak przyjąć ze SM-6 korzystać będzie z kadłuba i zespołu napędowego SM-2 Block IV o podwójnym ciągu Mk 104 oraz silnika startowego Mk 72, przypuszczalnie zasięg nowej jednostki wynosić będzie ponad 200 Mm (370,4 km) zarówno nad wodą jak i nad lądem, wyposażony też będzie w odpowiednik najnowocześniejszej odłamkowej głowicy wybuchowej Mk125 Mod 1 będącej aktualnie częścią pocisku SM-2 Block IIIB.

## Wejście do służby
Wejście SM-6 ERAM do służby przewidziane było na rok budżetowy 2010. Miał on zastąpić na okrętach marynarki pocisk SM-2 Block IV, który został wyprodukowany jedynie w ograniczonej ilości z powodu zamiaru zastąpienia go uniwersalnym – przeciwlotniczym i antybalistycznym pociskiem SM-2 Block IVA. Anulowanie jednak programu tego ostatniego pocisku w roku 2001, spowodowało wyrwę w całym systemie obrony powietrznej floty, która została w ten sposób pozbawiona jakiegokolwiek nowoczesnego pocisku woda – powietrze dalekiego zasięgu.
Pocisk SM-6 ERAM osiągnął gotowość operacyjną w 2013 roku na okrętach z systemem Aegis, z tą chwilą stanowi podstawowy element obrony powietrznej floty na dystansach pozahoryzontalnych, a jak podaje Raytheon, SM-6 może być wykorzystany również jako pocisk ostatniej szansy w terminalnej fazie obrony antybalistycznej, po ewentualnym pokonaniu przez pocisk balistyczny zapory stawianej w fazie środkowej przez pociski SM-3.
W 2016 roku prowadzono próby nowej wersji pocisku nadającej się do zwalczania także celów nawodnych na odległościach do 200 Mm – 18 stycznia 2016 niszczyciel USS „John Paul Jones” (DDG-53) zatopił nim wycofaną z użycia fregatę USS „Reuben James” (FFG-57).
Pociski RIM-174 zadebiutowały bojowo podczas działań US Navy na wodach Morza Czerwonego i Zatoki Adeńskiej, zwalczając pociski rakietowe i bezzałogowce wystrzeliwane przez ruch Huti z Jemenu.
Pocisk RIM-174 posłużył także jako baza do skonstruowania pocisku powietrze-powietrze dalekiego zasięgu AIM-174B, który osiągnął gotowość operacyjną w 2024 roku.